# Nổi dậy ở Đông Bắc Ấn Độ
Nổi dậy ở Đông Bắc Ấn Độ là 1 cuộc nổi dậy có sự hoạt động của nhiều nhóm phiến quân ở các tỉnh thuộc vùng Đông Bắc Ấn Độ, 1 vùng mà chỉ được nối với phần còn lại của Ấn Độ thông qua Siliguri, 1 dãy đất chỉ rộng 14.29 dặm (23.00 km). Đông bắc Ấn Độ gồm 7 bang (còn được biết đến với tên gọi 7 bang chị em): Assam, Meghalaya, Tripura, Arunachal Pradesh, Mizoram, Manipur và Nagaland. Căng thẳng tồn tại giữa các nhóm quân nổi dậy cũng như đối với chình phủ trung ương và các dân tộc bản địa và dân di cư gồm cả dân di cư bất hợp pháp đến từ các vùng miền khác ở Ấn Độ này. Trong những năm gần đây, cuộc nổi dậy đã có dầu hiệu giảm vô cùng nhiều với việc giảm 70% các vụ đụng độ và 80% cái chết của dân thường vòa năm 2019 so với 2013.